# .km
Pour les articles homonymes, voir KM.
.km est le domaine de premier niveau national (country code top level domain : ccTLD) réservé aux Comores. Il est introduit le 8 juin 1998 et est géré par Comores Telecom. 

## Domaines de second niveau
L'enregistrement est disponible directement au deuxième niveau ou sous un certain nombre de sous-domaines. Les enregistrements de deuxième niveau sont soumis à des restrictions et à des exigences de présence locale.
| Domaine  | Description                                                |
| -------- | ---------------------------------------------------------- |
| .org.km  | Associations et organisations non gouvernementales.        |
| .prd.km  | Projets ou programmes de recherche et/ou de développement. |
| .ass.km  | Assemblée de Dieu et église                                |
| .nom.km  | Particuliers.                                              |
| .tm.km   | Marques déposées                                           |
| .edu.km  | Entités liés au secteur de l'éducation                     |
| .gouv.km | Gouvernement et ses démembrements.                         |
| .mil.km  | Entités militaires                                         |

| Domaine              | Description                                                       |
| -------------------- | ----------------------------------------------------------------- |
| .aeroport.km         | Pour les aéroports                                                |
| .avocat.km           | Pour les avocats                                                  |
| .ccia.km             | Pour les chambres de commerce, de l'industrie et de l'agriculture |
| .medecin.km          | Pour les médecins                                                 |
| .notaire.km          | Pour les notaires                                                 |
| .pharmacien.km       | Pour les pharmacies                                               |
| .port.km             | Pour les ports                                                    |
| .veterinaire.km      | Pour les véterinaires                                             |
| .juriste.km          | Pour les juristes                                                 |
| .ingenieur.km        | Pour les ingénieurs                                               |
| .mandataireminier.km | Pour les mandataires miniers                                      |

| Domaine | Description                                                                                       |
| ------- | ------------------------------------------------------------------------------------------------- |
| .com.km | Espace libre de justificatif sur le nom de domaine, mais le demandeur doit justifier son identité |

L'enregistrement sous .com.km n'est autorisé que si le nom de l'entreprise n'existe pas sous un domaine public.